# ОШ „Алекса Шантић” Осмаци
ОШ „Алекса Шантић” једна је од основних школа у општини Осмаци. Налази се у улици Центар бб, у Осмацима. Име је добила по Алекси Шантићу, српском песнику и академику.

## Историјат

### 1926—1945.
Прва основна школа у Осмацима је основана 1926. године, а 1. септембар је био први радни дан школе. Настава је извођена у новосаграђеној школској згради са једном учионицом и станом за учитеља. Школско подручје су чинила насељена места Осмаци, Шехер, Сајтовићи, Ракино Брдо, Зелина, Борогово, Матковац и Гојчин. Од оснивања школе 1926. године па све до 1941. школа је била шесторазредна. Наставу је похађало највише 60—70 ученика. У том периоду ништа није дограђивано нити грађено.

### 1945—1968.
За време Другог светског рата школска зграда је притрпела значајна оштећења. Након ослобођења, 1945. године, основна школа креће са радом и овога пута је пресељена у насеље Шехер, у стару зграду. Школа је тада имала једно одељење првог разреда и једно одељење прераслих ученика, узраста од дванаест до осамнаест година, укупно 47 ученика. Школске 1946—47. године грађани су реновирали и проширили стару школску зграду у којој је наставу похађало 56 ученика. У периоду 1947—1953. године се повећава број ученика, тако да је школске 1952—53. године наставу похађало 265 ученика и први пут се уписује одељење петог разреда, са двадесет ученика. Школа је у то време носила назив „Народна основна школа” Шехер. На ширем подручју школе је саграђена и четвороразредна школска зграда 1950. године у Гојчину, као и 1958. године у Матковцу. У време отварања виших разреда 1965—66. школа ради у саставу централне осморазредне школе „Жарко Вуковић Пуцар” у Мемићима.

### 1968—данас
Одлуком о реорганизацији школске мреже 30. августа 1968. године је основана централна основна школа „Светозар Вуковић Жарко” Осмаци, у чији састав улазе подручна одељења Матковац, Борогово и Гојчин. Школске 1968—69. године наставу је похађало 910 ученика распоређених у 29 одељења, а наставу је изводило 29 наставника. Камен темељац за изградњу нове школске зграде у Осмацима је положен 21. јула 1970. године. Школска зграда са осам учионица, три кабинета и другим пратећим просторијама је усељена у децембру 1971. године, када је школу похађало 1020 ученика. У септембру 1973. године ОШ „Светозар Вуковић Жарко” улази у састав Радне организације Заједнице основних школа Калесија. У периоду 1970—1991. године број ученика се стално смањивао, а школске 1991—92. године је било уписано 565 ученика у 23 одељења. Школске 1995—96. године наставу је похађало 305 ученика, а наставу је изводило седамнаест наставника. Школске 2010—11. године је бројила 311 ученика распоређених у двадесет одељења, са 27 наставника и три вероучитеља, два православне и један исламске веронауке.
Данас школско подручје Основне школе у Осмацима чине три школе: деветогодишња Централна школа у Осмацима, деветогодишња подручна школа у Цапардама и петогодишња подручна школа у Матковцу. Године 1998—2000. је извршена реконструкција подручних школа. Током свог постојања школа је мењала називе, у фебруару 1995. године је променила назив у „Ђорђија Ковачевић Ђоја”, а у септембру 2005. године у садашњи назив „Алекса Шантић”. Школа има спортску салу у Осмацима и Цапардама, у централној школи ради библиотека са књижевним фондом преко 4000 наслова.